# Díptico da Anunciação (Álvaro Pires, Sarasota)
O Díptico da Anunciação é um díptico de pinturas a têmpera e ouro sobre madeira do artista português activo em Itália no período gótico Álvaro Pires de Évora, pintada presumivelmente no início da década de 1420 para um desconhecido retábulo de igreja em Itália e que se encontra presentemente no Museu de Arte John and Mable Ringling, em Sarasota. Crê-se que estes painéis fizeram parte de um grande retábulo presentemente desmembrado e disperso.
Trata-se de uma das três versões conhecidas de Álvaro Pires sobre o tema canónico da Anunciação.
As poses e gestos estilizados das figuras, o padrão decorativo dos têxteis e o uso liberal de cores fortes e ouro são convenções de longa data da pintura italiana primitiva. A leveza das figuras e as suas vestes elegantemente drapeadas, no entanto, demonstram a actualizada modernidade do artista. Notam-se, por exemplo, o manto do Arcanjo caindo em pregas realistas mas graciosamente desenhadas sobre o joelho dobrado.

## Descrição
Ambos os painéis medem de altura 127.6 cm e de largura 46.7 cm.

### O Anjo da Anunciação

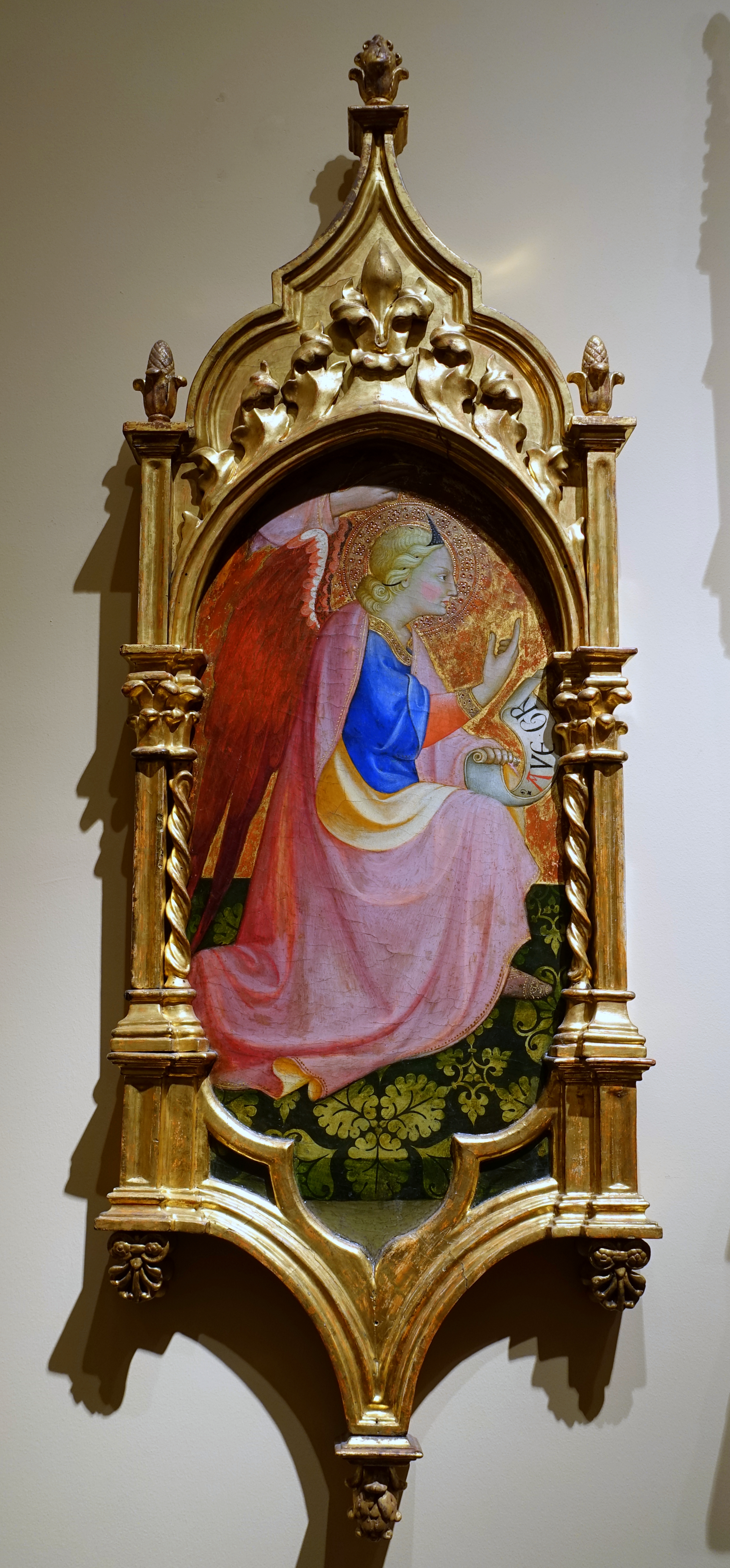
O Anjo da Anunciação

O arcanjo Gabriel aparece à Virgem anunciando o nascimento de Jesus. Acabado de chegar Gabriel encolhe as longas asas de penas laranja-vermelhas nas costas e inclinando-se ligeiramente coloca em terra o joelho esquerdo. Enquanto com a mão direita aponta para o céu para indicar o encargo divino com a mão esquerda segura um pergaminho parcialmente enrolado onde se lê Ave Gr, início da saudação Ave Gratia Plena Dominus Tecum (Salve, Cheia de Graça, O Senhor é Contigo, Lucas 1:26–38). O Arcanjo não possui nenhum atributo, como um lírio ou o baculus viatorius, com exceção do diadema na frente do elegante penteado.
Gabriel usa uma túnica azul sóbria, adornada com ouro nos pulsos e gola, e um grande manto rosa-velho que cai em dobras largas e macias mostrando um forro dourado na abas abaixo do cotovelo; apenas a ponta do pé direito permanece descoberta.

### A Virgem da Anunciação

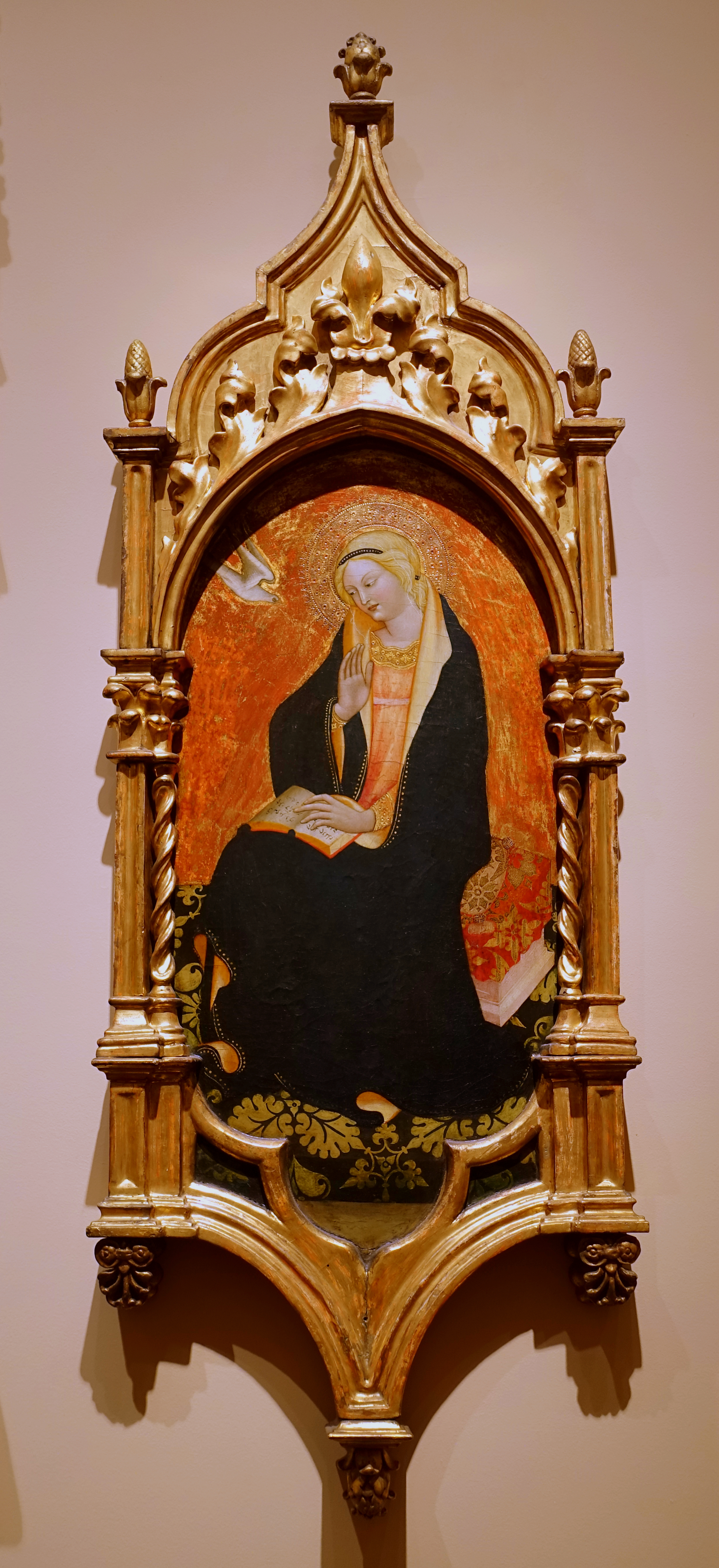
A Virgem da Anunciação

A Virgem Maria, envolta num amplo manto escuro cujo interior é dourado tal como o manto de Gabriel, está sentada sobre uma almofada num banco posicionado obliquamente para sugerir a profundidade do espaço e que tem a cobri-lo um tecido adamascado. Enquanto com a mão esquerda segura um livro aberto, a mão direita está levantada em sinal de assentimento pelo encargo divino também transmitido pela pomba do Espírito Santo que surge do lado noroeste em direcção ao seu coração. O momento da anunciação ocorre sem que os olhares se cruzem, face à atitude de humilde submissão de Maria.
No pequeno livro aberto de orações que tem sobre o joelho, seria usual estar a resposta ao anúncio de Gabriel: Ecce ancilla domini (Eis a serva do Senhor, Lucas 1:26–38).

## História
Desconhece-se a história dos painéis até ao final do século XIX. Entre 1889 e 1895, o parisiense Émile Gavet vendeu os dois painéis ao magnata norte-americano William K. Vanderbilt (1849–1920) e à sua esposa Alva Erskine Smith Vanderbilt, que a instalaram na Sala Gótica da Mansão Marble, em Newport, Rhode Island. Esta última, em 1927, após ter enviuvado e já com o apelido de Mrs. Oliver Belmont, vendeu-as a John Ringling (1866–1936). Após a morte deste e da sua esposa os dois painéis foram depositados no John and Mable Ringling Museum of Art, em Sarasota, na Florida.